# Hendrik Müller (Musiker)
Hendrik Müller (* 5. September 1986 in Detmold) ist ein deutscher Jazzmusiker (Bass).

## Leben und Wirken
Müller, der in einer Musikerfamilie aufwuchs, begann mit sechs Jahren mit klassischem Klavierunterricht. Im Alter von 14 Jahren begann er, klassischen Kontrabass zu lernen und trat dem Detmolder Jugendorchester sowie der örtlichen Jugend-Big-Band bei. Während seiner Zeit als Austauschschüler in den USA 2003/04 entdeckte er seine Faszination für den Jazz. 2010 begann er am Jazzstudiengang der Hochschule für Musik und Theater Hamburg Kontrabass und E-Bass zu studieren. 2016 schloss er seine Studien mit dem Master of Music am Conservatorium van Amsterdam ab.
In Amsterdam wurde er Teil der Jazzszene. So gehört er zum Quintett von Daahoud Salim, zu Mehmet Polat & Embracing Colors und zum Trio von Erik Verwey, mit denen er mehrere Alben aufgenommen hat und regelmäßig auftritt. Seit 2020 leitet er seine eigene Band; mit diesem Hendrik Müller Trio, zu dem der Pianist Christian Pabst und der Schlagzeuger Nick Thesalonikefs gehören, legte er 2022 sein Debütalbum Unlikely Scenario bei Jazzsick Records vor, das von der Kritik gelobt wurde. Weiterhin arbeitete er mit Philip Harper, Abdu Salim, Jimmy Halperin, Podium Witteman, Nicolas Altstaedt, Ghalia Benali, Sun-Mi Hong, Maarten Voortman und den Eye Man All-Stars.
Müller hat 2019 am Kathmandu Jazz Conservatory in Nepal als Dozent für Kontrabass-, E-Bass- und Jazz-Theorie gearbeitet.

## Preise und Auszeichnungen
2007 nahm Müller am Finale von Jugend jazzt teil. 2013 errang er mit dem Quartett von Keno Harriehausen den ersten Preis beim International Jazz Award Zeeland. Mit dem Daahoud Salim Quintet erhielt er 2016 den 1. Preis beim Getxo Jazz Award.